# 삼계초등학교 삼계동분교
삼계초등학교 삼계동분교는 대한민국 전라북도 임실군 삼계면 오지리 55에 있었던 공립 초등학교이다.

## 연혁
- 1967년 11월 24일 삼계국민학교 오은분교장 설립
- 1971년 3월 1일 삼계동국민학교 승격
- 1988년 3월 1일 삼계동분교장 격하
- 1997년 3월 1일 폐교